# 12gy busz (Budapest)
A budapesti 12-es (gyors 12-es) jelzésű autóbusz a Boráros tér és a Moszkva tér között közlekedett. A vonalat a Budapesti Közlekedési Vállalat üzemeltette. A járműveket az Óbudai autóbuszgarázs állította ki.

## Története
1971. december 23-án indult 112A jelzéssel a Boráros tér és a Moszkva tér között. 1977. január 3-án a 12-es jelzést kapta. 1987. december 31-én megszűnt.

## Megállóhelyei
| 0 | Boráros tér végállomás                          | 4    | Csepeli gyorsvasút 2, 2A, 4, 6 12, 12A, 15, 23, 23, 54, 54, 54E, 154                          | Csepeli HÉV 2, 2A, 4, 6 12, 12A, 15, 23, 23, 54, 54                                                 |
| 1 | Blaha Lujza tér                                 | 3    | 4, 6, 28, 37, 37A 7, 7A, 7, 12, 12A, 74, 78, 89, 99, 99                                       | 4, 6, 28, 37 74 7, 7A, 7, 12, 12A, 78, 89, 99, 99                                                   |
| 2 | November 7. tér (ma: Oktogon M)                 | 2    | Millenniumi Földalatti Vasút 4, 6 1, 4, 4, 12, 12A                                            | Millenniumi Földalatti Vasút 4, 6 1, 1, 4, 4A, 4, 12, 12A                                           |
| 3 | Sallai Imre utca (ma: Jászai Mari tér)          | 1    | 2, 2A, 4, 6, 15, 15A 76 6, 6, 12, 12A, 15, 26, 91, 191                                        | 2, 2A, 4, 6 76, 79 6, 6, 12, 12A, 15, 26, 91, 191                                                   |
| ∫ | Szigeti bejáró (1978-ban megszűnt)              | (+1) | 6, 6, 12, 12A, 26, 91, 191 4, 6                                                               | Nem érintette                                                                                       |
| 4 | Moszkva tér végállomás (ma: Széll Kálmán tér M) | 0    | 4, 6, 18, 56, 59, 61 5, 5, 12, 12A, 16, 16A, 21, 22, 22, 28, 39, 49, 56, 56E, 84, 128, 156, J | 4, 6, 18, 56, 59, 61 5, 5, 12, 12A, 16, 21, 21, 22, 22, 28, 39, 49, 56, 56E, 84, 116, 128, 156, 158 |